# Việt Nam tại Thế vận hội Mùa hè 1968
Việt Nam Cộng hòa đại diện Việt Nam tham dự Thế vận hội Mùa hè 1968 ở Mexico năm 1968 với 9 vận động viên tranh tài ở 5 môn thể thao: điền kinh, đua xe đạp, đấu kiếm, bắn súng và bơi. Đây là lần đầu tiên Việt Nam có vận động viên nữ tham gia (7 nam, 2 nữ).

## Điền kinh
Nội dung 10 môn phối hợp nam:
- Hồ Hạnh Phước, thành tích: bỏ cuộc

## Đua xe đạp
Nội dung đường trường cá nhân nam (196,2 km):
- Bùi Văn Hoàng, thành tích: bỏ cuộc
- Trương Kim Hùng, thành tích: bỏ cuộc

## Đấu kiếm
Nội dung kiếm chém nam:
- Nguyễn Thế Lộc, thành tích: vòng 1

## Bắn súng
Nội dung 25m súng ngắn bắn nhanh nam:
- Vũ Văn Danh, thành tích: 548 điểm, xếp thứ 53/56 vđv

Nội dung 50m súng ngắn tự do nam:
- Hồ Minh Thu, thành tích: 533 điểm, xếp thứ 43/69 vđv
- Dương Văn Dan, thành tích: 519 điểm, xếp thứ 57/69 vđv

## Bơi lội
Nội dung 100m bơi tự do nữ:
- Nguyễn Minh Tâm, thành tích: vòng 1

Nội dung 100m bơi ngửa nữ:
- Nguyễn Thị Mỹ Liên, thành tích: vòng 1